# Bundesverfassungsschutzgesetz
Das Bundesverfassungsschutzgesetz (BVerfSchG) regelt die Aufgaben und die Rechtsstellung des Bundesamtes für Verfassungsschutz (BfV) sowie die Zusammenarbeit des BfV mit den Verfassungsschutzbehörden der Länder in Deutschland.
Aufgabe des Verfassungsschutzes ist gem. § 1 Abs. 1 der Schutz der freiheitlichen demokratischen Grundordnung, des Bestandes und der Sicherheit des Bundes und der Länder. Nähere Bestimmungen zu den Aufgaben finden sich in § 3.
§ 4 enthält eine Legaldefinition der freiheitlichen demokratischen Grundordnung.
In § 5 findet sich die Zuständigkeitsabgrenzung zwischen Bundesamt und Landesämtern; § 6 regelt sodann den Informationsaustausch der Ämter untereinander.
§ 7 besagt, dass die Bundesregierung Weisungen für den Verfassungsschutz erteilen kann, wenn ein Angriff auf die verfassungsmäßige Ordnung des Bundes erfolgt.
Der zweite Abschnitt des Gesetzes (§§ 8 bis 16) regelt die Befugnisse, die Datenverarbeitung personenbezogener Daten, Auskunftsrechte der Betroffenen sowie die Berichtspflicht des Bundesamtes für Verfassungsschutz. Letzterer kommt das BfV mit dem jährlich vom Bundesinnenminister herausgegebenen Verfassungsschutzbericht nach.
Der dritte Abschnitt (§§ 17 bis 26) enthält weitere Regelungen betreffend Datenübermittlungen.
Die Schlussvorschrift des § 27 schließlich nimmt die Anwendung einiger Bestimmungen des Bundesdatenschutzgesetzes bei der Erfüllung bestimmter Aufgaben durch das BfV aus.